# Diana Markosian
Diana Markosian (Moscú, 1989) es una fotógrafa, escritora y cineasta estadounidense de origen ruso. Nació en Moscú y se mudó a Estados Unidos de niña.
Sus trabajos han sido publicados en World Policy Journal, The New York Times, Foreign Policy, The Times, Human Rights Watch, Amnesty International entre otros.
Ganó el premio anual de fotografía otorgado por la Escuela de Graduados de Periodismo de la Universidad de Columbia.
En 2011 se le impidió ingresar a Azerbaiyán debido a su origen étnico armenio.
Se graduó summa cum laude en la Universidad de Oregón como licenciada en Arte e Historia y estudios internacionales en 2008. Obtuvo su maestría en Periodismo de la Universidad de Columbia en 2010.